# Лович
Лович (пољ. Łowicz) град је у Пољској у Војводству лођском. По подацима из 2012. године број становника у месту је био 29 640.

## Становништво
| 2012.  |
| ------ |
| 29 640 |

## Партнерски градови
- Лублињец